# Fußballclub Karl-Marx-Stadt 1989-1990
Questa voce raccoglie le informazioni riguardanti il Fußballclub Karl-Marx-Stadt nelle competizioni ufficiali della stagione 1989-1990.

## Stagione
Nella prima parte della stagione il Karl-Marx-Stadt disputò per la prima volta nella sua storia la Coppa UEFA, superando i primi due turni difendendo dapprima il vantaggio ottenuto all'andata contro il Boavista e, in seguito, rimontando la sconfitta subìta in trasferta contro il Sion; agli ottavi di finale i sassoni uscirono a causa di una doppia sconfitta contro la Juventus che, all'andata, rimontò nel finale un iniziale svantaggio. Pochi giorni dopo avvenne anche l'eliminazione ai quarti di finale della coppa nazionale, per mano dei futuri vincitori della Dinamo Dresda. In campionato la squadra, dopo un avvio ricco di pareggi, concluse al quinto posto, con quattro punti di svantaggio sulla Dinamo Dresda e sul Magdeburgo.
Nella seconda parte della stagione il Karl-Marx-Stadt mantenne costante il proprio rendimento in campionato, restando imbattuta nelle ultime nove partite, fino a lottare per il titolo nelle ultime quattro gare; al termine della penultima giornata i sassoni guidavano la classifica assieme alla Dinamo Dresda e al Magdeburgo. Battendo questi ultimi nello scontro diretto dell'ultima giornata, il Karl-Marx-Stadt concluse in testa il campionato assieme alla Dinamo Dresda, ma non poté vincere il titolo a causa della peggior differenza reti nei confronti della Dinamo Dresda, che poche settimane prima aveva inflitto ai sassoni l'unica sconfitta nel girone di ritorno.

## Rosa
| N. |                         | Ruolo | Calciatore         |
| -- | ----------------------- | ----- | ------------------ |
|    | Germania Est (bandiera) | P     | Jens Schmidt       |
|    | Germania Est (bandiera) | P     | Jens Welzer        |
|    | Germania Est (bandiera) | D     | Dirk Barsikow      |
|    | Germania Est (bandiera) | D     | Torsten Bittermann |
|    | Germania Est (bandiera) | D     | Lars Hermel        |
|    | Germania Est (bandiera) | D     | Jörg Illing        |
|    | Germania Est (bandiera) | D     | Thomas Laudeley    |
|    | Germania Est (bandiera) | D     | Ulf Mehlhorn       |
|    | Germania Est (bandiera) | D     | Detlef Müller      |
|    | Germania Est (bandiera) | D     | Jan Seifert        |
|    | Germania Est (bandiera) | C     | Steffen Heidrich   |

| N. |                         | Ruolo | Calciatore         |
| -- | ----------------------- | ----- | ------------------ |
|    | Germania Est (bandiera) | C     | Peter Keller       |
|    | Germania Est (bandiera) | C     | Sven Köhler        |
|    | Germania Est (bandiera) | C     | Tino Müller        |
|    | Germania Est (bandiera) | C     | Mario Neuhäuser    |
|    | Germania Est (bandiera) | C     | Rico Steinmann     |
|    | Germania Est (bandiera) | C     | Steffen Ziffert    |
|    | Germania Est (bandiera) | C     | Lutz Wienhold      |
|    | Germania Est (bandiera) | A     | Jens Mitzscherling |
|    | Germania Est (bandiera) | A     | Hans Richter       |
|    | Germania Est (bandiera) | A     | Felix Oehmig       |
|    | Germania Est (bandiera) | A     | Arnd Spranger      |

### Coppa dei Campioni
| Arbitro: | Halle |

|            |           |  |
| Köhler 17’ | Marcatori |  |

| Arbitro: | Delmer |

|                     |           |                             |
| João Pinto 40’, 91’ | Marcatori | 101’ Heidrich 119’ Mehlhorn |

| Arbitro: | Lo Bello |

|                            |           |              |
| Brigger 49’ Piffaretti 66’ | Marcatori | 25’ Laudeley |

| Arbitro: | Snoddy |

|                                                            |           |          |
| Ziffert 11’ Steinmann 29’ (rig.) Wienhold 41’ Laudeley 49’ | Marcatori | 79’ Cina |

| Arbitro: | Goethals |

|                             |           |              |
| Schillaci 81’ Casiraghi 86’ | Marcatori | 69’ Wienhold |

| Arbitro: | Smith |

|  |           |                 |
|  | Marcatori | 20’ De Agostini |

## Statistiche

### Andamento in campionato
| Giornata  | 1  | 2  | 3  | 4 | 5 | 6 | 7 | 8 | 9 | 10 | 11 | 12 | 13 | 14 | 15 | 16 | 17 | 18 | 19 | 20 | 21 | 22 | 23 | 24 | 25 | 26 |
| --------- | -- | -- | -- | - | - | - | - | - | - | -- | -- | -- | -- | -- | -- | -- | -- | -- | -- | -- | -- | -- | -- | -- | -- | -- |
| Luogo     | T  | T  | C  | C | T | C | T | C | T | C  | T  | C  | T  | C  | C  | T  | T  | C  | T  | C  | T  | C  | T  | C  | T  | C  |
| Risultato | N  | P  | N  | V | N | N | N | V | V | V  | P  | V  | N  | V  | V  | P  | N  | V  | N  | V  | V  | V  | N  | V  | N  | V  |
| Posizione | 10 | 12 | 10 | 8 | 7 | 8 | 8 | 7 | 6 | 4  | 6  | 5  | 5  | 5  | 4  | 4  | 5  | 4  | 4  | 4  | 4  | 3  | 3  | 2  | 3  | 2  |

Fonte:  GDR » Oberliga 1989/1990 » Schedule, su worldfootball.net.
Legenda:

Luogo: C = Casa; T = Trasferta. Risultato: V = Vittoria; N = Pareggio; P = Sconfitta.